# يوسوك ايمورا
يوسوك ايمورا (باليابانية: 植村祐介؛ بالكانا: うえむら ゆうすけ) هو لاعب كرة قاعدة ياباني، ولد في 5 يوليو 1988 في إباراكي في اليابان.

## وصلات خارجية
- يوسوك ايمورا على موقع الدوري الياباني لكرة القاعدة (الإنجليزية)
- يوسوك ايمورا على موقعبيزبول رفرنس.كوم (الدوري الثانوي) (الإنجليزية)